# Óláfs ríma Haraldssonar

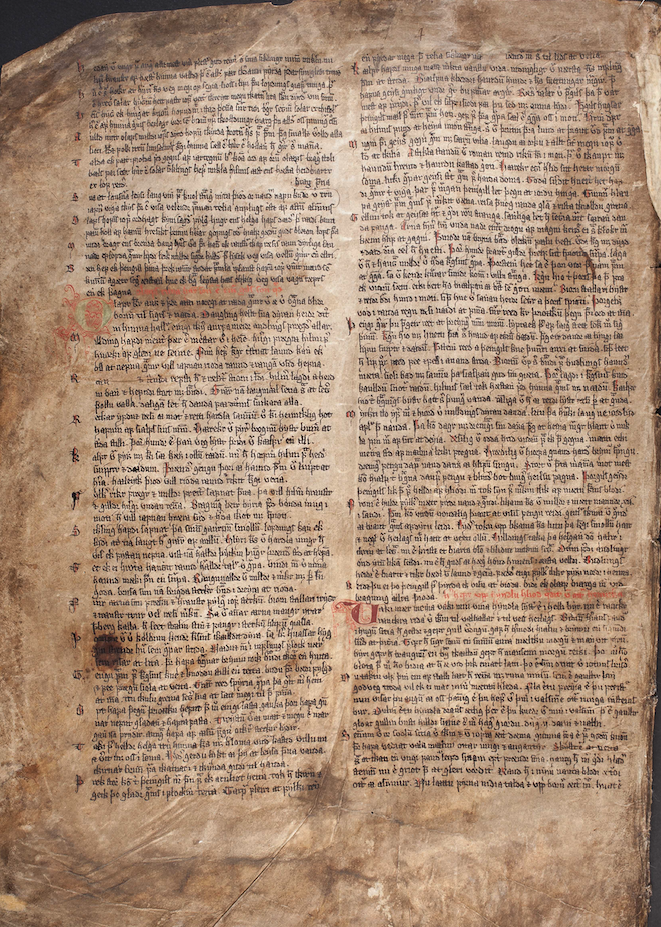
Óláfs ríma Haraldssonar

Ólafs ríma Haraldssonar est une ríma du XIVe siècle d’Einarr Gilsson, évoquant la carrière de saint Óláfr Haraldsson, roi de Norvège.
L’œuvre est préservée dans le Flateyjarbók, un recueil manuscrit rédigé autour de 1390 ; elle a probablement été composée quelques décennies auparavant. La narration suit la chronologie de la vie d’Óláfr telle que présentée dans la saga des rois de Norvège, Heimskringla, en développant la bataille de Stiklestad et les miracles qui ont suivi sa mort.
Le travail est très littéraire, bien que la diction en soit simple. La ríma se compose de 65 vers (ferskeytt) ; il n’y a pas de mansöngur. Elle est souvent considérée comme la plus ancienne ríma qui nous soit parvenue (Finnur Jónsson, section A, I, p. 13–14).